# لئونارد مردیث
لئونارد مردیث (ایتالیایی: Leonard Meredith; ۲ فوریهٔ ۱۸۸۲ – ۲۷ ژانویهٔ ۱۹۳۰) دوچرخه‌سوار اهل بریتانیا بود.
وی در مسابقات کشوری و بین‌المللی در مجموع برندهٔ ۱ مدال طلا، ۱ مدال نقره شده‌است.